# 毛锜
毛锜（1932年10月—2020年4月2日），男，陕西咸阳人，中国散文家、诗人。文学创作一级。

## 生平
1932年10月生于陕西咸阳五陵原北贺村的一个贫苦农民家庭。1948年发表处女作。1951年7月毕业于西北团校。历任西北团委《新青年报》记者，西北大区《群众日报》（1954年改名为《陕西日报》）记者、编辑。1972年1月加入中国共产党，1979年春调入陕西省作家协会创作组从事文学创作。
1982年加入中国作家协会。1988年任陕西省杂文学会会长。1993年获国务院政府特殊津贴。1994年受聘为陕西省文史馆馆员。是中华诗词学会理事，中国散文学会理事。1996年退休。2020年4月2日17时36分在西安逝世。

## 作品
著有诗集《春华初集》（合作）、《云帆集》，散文集《听雪记》、《黄河揽胜》、《毛锜散文选》，杂文随笔集《北窗散笔》、《种金坪闲话》，报告文学《世界第八奇迹发现记》、《昆虫学家传奇》，杂文《西红柿的幽默与教训》等。诗歌《致北京》、《造林英雄之歌》获西安地区首届青年业余文学创作诗歌奖，抒情诗《司马祠漫想》获全国中青年诗人优秀作品奖，散文《听雪记》获《芒种》散文奖等。